# Felsztyn (gmina)
Felsztyn – dawna gmina wiejska w powiecie samborskim województwa lwowskiego II Rzeczypospolitej. Siedzibą gminy był Felsztyn (obecnie Skieliwka).
Gminę utworzono 1 sierpnia 1934 r. w ramach reformy na podstawie ustawy scaleniowej z dotychczasowych gmin wiejskich: Berezów, Czaple, Felsztyn, Głęboka, Humieniec, Janów, Laszki Murowane Miasteczko, Laszki Murowane Wieś i Szumina.
Po II wojnie światowej obszar gminy znalazł się w ZSRR.